# 김용태 (1990년)
김용태(金龍泰, 1990년 10월 21일~)는 대한민국의 정치인이다. 제22대 국회의원이다.

## 생애
1990년 서울에서 태어났다. 고려대학교 그린스쿨대학원 에너지환경정책기술학 석사를 취득했다. 병역은 장교로 복무하였다. 청년정치사관학교인 건명원 출신이다. 세월호 사건 때 정계에 입문하였다.
2018년에 바른정당 중앙청년위원회 부위원장으로 임명되었으며 제7회 지방선거에서 송파구의원 선거에 무소속으로 출마하였다. 이후 유승민 대표와 같이 바른미래당을 탈당하여 새로운보수당으로 당적을 옮겨 공동대표직을 맡았으나 21대 총선거를 앞두고 보수통합을 하면서 자유한국당과 합당한 미래통합당으로 옮겼다. 21대 총선에서 광명시 을 지역구에 최연소 후보로 공천받았으나 낙선했다.
2023년에 열린 국민의힘 제3차 전당대회에서는 이준석 전 대표의 지원을 받은 이른바 ‘천아용인’(천하람·허은아·김용태·이기인)의 일원으로 최고위원에 도전하였으나 실패하였다. 이후 2023년 12월 다른 셋이 이준석이 추진한 개혁신당 창당 과정에 합류하기 위하여 탈당할 때, 4인방 가운데 유일하게 국민의힘에 잔류하였다.
제22대 총선에서 지역구를 포천시·가평군으로 옮겨 출마하였으며, 33세의 젊은 나이로 당선되었다.

## 학력
- 운담초등학교(졸업)
- 잠신중학교(졸업)
- 잠신고등학교(졸업)
- 광운대학교(환경공학 학사)
- 고려대학교 그린스쿨대학원(에너지환경정책기술학 석사)

## 경력
- 2014년~2015년: 국방시설본부 경상시설단
- 2015년: 대한민국 육군 23사단 군수참모처 공사집행장교
- ~2016년: 대한민국 육군 23보병사단 사단본부대 군수참모처 공사집행장교
- 2016년~2017년: 고려대학교 산학협력단 그린스쿨 융합연구정책센터 보조연구원
- ~2018년: 고려대학교 산학협력단 에너지기술공동연구소 보조연구원
- 고려대학교 참여연구원
- 2018년: 바른정당 중앙청년위원회 부위원장
- 2020년: 새로운보수당 청년공감위원장[6]
- 2020년 1월 20일~2020년 2월 17일: 새로운보수당 공동대표
- 2020년 3월 12일~2020년 4월 15일: 제21대 국회의원 선거 광명시 을 미래통합당 후보
- 2020년 4월 27일~2020년 9월 2일: 미래통합당 청년 비상대책위원회 위원[7]
- 2020년 4월~2020년 9월: 미래통합당 경기도당 광명시 을 당원협의회 운영위원장
- 2020년 9월~2023년 2월: 국민의힘 경기도당 광명시 을 당원협의회 운영위원장
- 2021년 6월~2022년 8월: 국민의힘 청년최고위원 겸 중앙청년위원장
- 2021년 11월~2022년 1월: 제20대 대통령 선거 국민의힘 윤석열 대통령 후보 선거대책위원회 중앙선거대책위원회 선거대책위원장단 부위원장
- 2021년 12월~2022년 1월: 제20대 대통령 선거 국민의힘 윤석열 대통령 후보 선거대책위원회 홍보미디어총괄본부 홍보전략본부장
- 2021년 12월~2022년 3월: 제20대 대통령 선거 국민의힘 경기도 살리는 선거대책위원회 선거대책위원장단 공동선거대책위원장
- 2022년 1월~2022년 3월: 제20대 대통령 선거 국민의힘 윤석열 대통령 후보 선거대책본부 홍보미디어본부 홍보전략본부장
- 2022년 5월~2022년 6월: 제8회 전국동시지방선거 국민의힘 시민이 힘나는 선거대책위원회 부위원장
- 2024년 4월 10일 대한민국 제22대 국회의원 선거 당선(경기 포천시·가평군, 국민의힘, 초선)
- 2024년 5월~: 국민의힘 경기도당 포천시·가평군 당원협의회 위원장
- 2024년 5월~: 제22대 국회의원(경기 포천시·가평군, 국민의힘, 초선)
  - 2024. 6.~ 제22대 국회 전반기 교육위원회 위원
    - 제22대 국회 전반기 교육위원회 예산결산기금심사소위원회 위원

  - 국회수소경제포럼 연구책임의원
  - 국회기후변화포럼 구성의원
  - 2024. 7.~2025. 6. 제22대 국회 전반기 예산결산특별위원회 위원
  - 국회세계한인경제포럼 구성의원
  - 2025. 3.~ 제22대 국회 연금특별위원회 위원
  - 2025. 3.~ 제22대 국회 기후위기 특별위원회 위원
- 2024년 5월~2024년 7월: 제22대 국회의원 선거 국민의힘 백서 제작 특별위원회 위원
- 2024년 5월~2024년 7월: 국민의힘 비상대책위원
- 면암최익현선생기념사업회 명예이사장
- 2024년 9월~: 국민의힘 호남동행 국회의원 발대식 명예의원(전북특별자치도 고창군)
- 2024년 10월~ 국민의힘 노동전환 특별위원회 위원
- 2024년 12월~2025년 5월: 국민의힘 비상대책위원
- 2025년 3월~: 국민의힘 중앙청년위원회 위원장
- 2025년 4월~2025년 5월: 국민의힘 제21대 대통령 선거준비위원회 위원
- 2025년 5월~2025년 6월: 제21대 대통령 선거 국민의힘 김문수 대통령 후보 경기도 선거대책위원회 공동선거대책위원장
- 2025년 5월~2025년 6월: 제21대 대통령 선거 국민의힘 김문수 대통령 후보 공동선거대책위원장 겸 청년본부장
- 2025년 5월~2025년 6월: 국민의힘 비상대책위원장
- 2025년 5월~2025년 6월: 여의도연구원 이사장

## 역대 선거 결과
|  | 8.82% |

|  | 30.51% |

|  | 50.47% |

## 소속 정당
| 소속 정당 | 소속 정당    | 소속 기간 | 비고      |
| --------- | ------------ | --------- | --------- |
|           | 바른정당     | 2017~2018 | 정계 입문 |
|           | 바른미래당   | 2018~2020 | 합당      |
|           | 무소속       | 2020      | 탈당      |
|           | 새로운보수당 | 2020      | 창당      |
|           | 미래통합당   | 2020      | 합당      |
|           | 국민의힘     | 2020~현재 | 당명 변경 |

## 같이 보기
- 가평군의 국회의원
- 포천시·가평군
- 포천시의 국회의원